# النجارة اليابانية
النجارة اليابانية نجارة تم إنشائها من آلاف السنين من  هي شكل من التي تضمنت بناء أثاث خشبية من دون استخدام المسامير والبراغي والصمغ وأي أداة كهربائية.

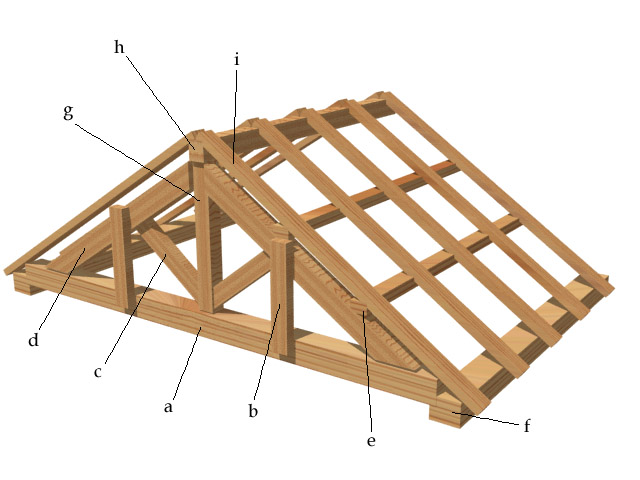
يوغويا نوع هيكلة السقف التقليدي, يٌطلق عليه الإسلوب الغربي

## مدارس النجارة
مع أن الممارسة الأساسية تتشارك بين جميع النجاريين اليابانيين, عُرفت بمفردة الأدوات والمفاصل وأسلوب العمل, النجار عادة ما يُعرف بواحدة من أربع مهن النجارة المتميزة. منها المياديكو (宮大工) هي ممارسة بناء الأضرحة والمعابد اليابانية, وهي مشهورة لإستخدامها مفاصل الخشب الجيدة.

## الأدوات
- المنشار الياباني (鋸, نوغوكيري) التي تقطع في قوة السحب بدلاً من قوة الدفع السائدة. تسمح للأنصال لتكون كثيفة نوعاً ما مقارنةً مع المنشار الغربي.

## الخشب
الأخشاب المستعملة في النجارة اليابانية والعمل الخشبي, إلى جانب الأداة البنائية متضمنة سرو اليابان وزلكوفا منشارية وغيرها.